# Waking Up
Waking Up – drugi album studyjny amerykańskiej grupy rockowej OneRepublic, wydany przez Interscope Records, 17 listopada 2009 roku. Album zajął 21 pozycję na liście Billboard 200 oraz zdobył status złotej płyty w Stanach Zjednoczonych, w Niemczech i Austrii.

## Wydanie i promocja
Album Waking Up został ukończony 25 sierpnia 2009 roku i wydany 17 listopada 2009 w Ameryce Północnej, 20 listopada w Australii, 13 listopada w Niemczech, a 18 stycznia 2010 w Wielkiej Brytanii. Edycja Deluxe została wydana tylko w Ameryce Północnej w tym samym czasie, co wersja standardowa.
Pierwszy singiel z Waking Up „All the Right Moves”, ukazał się na antenach radiowych 29 września 2009, a następnie został oficjalne udostępniony do pobrania 6 października 2009 roku. Piosenka zadebiutowała na #18 na liście Billboard Hot 100. Następnie w dniu 20 października 2009 roku zespół udostępnił fragment utworu „Everybody Loves Me” wraz z trzema innymi na swojej stronie w serwisie MySpace.
Drugi singel z albumu, „Secrets” został wydany w USA w dniu 3 listopada 2009. Wcześniej, 30 października 2009 został udostępniony do pobrania w Niemczech, gdzie był pierwszym singlem z albumu oraz promował film Zweiohrküken. Piosenka została wykorzystana w serialach „Lost: Zagubieni”, „Słodkie kłamstewka” i „Nikita”, jak również w filmie fantasy „Uczeń czarnoksiężnika”.
Kolejnym singlem z albumu miała zostać piosenka „Good Life”, jednak to utwór „Marchin On” został trzecim singlem, ponieważ wybrano go do wsparcia niemieckiej telewizji ZDF i służył jako oficjalna piosenka FIFA 2010 World Cup. Utwór został zremiksowany przez Timbalanda i zamieszczony na jego płycie Shock Value II. Został wydany na digital download w Niemczech w dniu 18 czerwca 2010.
Największy sukces odniósł ostatni singel z albumu, „Good Life” wydanany 19 listopada 2010 roku. Utwór dotarł do pozycji 8 na liście Billboard Hot 100. Piosenka została wykorzystana w filmach Jedz, módl się, kochaj oraz Jeden dzień i w reklamach Disneyland i Honda.

## Lista utworów
Wersja standardowa
| Lp. | Tytuł                 | Autor                                        | Producent                     | #    |
| --- | --------------------- | -------------------------------------------- | ----------------------------- | ---- |
| 1.  | „Made for You”        | Ryan Tedder, Brent Kutzle                    | Tedder, Kutzle                | 4:18 |
| 2.  | „All the Right Moves” | Tedder                                       | Tedder, Kutzle, Andy Prickett | 3:58 |
| 3.  | „Secrets”             | Tedder                                       | Tedder, Prickett              | 3:45 |
| 4.  | „Everybody Loves Me”  | Tedder, Kutzle                               | Tedder, Kutzle, Prickett      | 3:34 |
| 5.  | „Missing Persons 1&2” | Tedder                                       | Tedder                        | 4:59 |
| 6.  | „Good Life”           | Tedder, Kutzle, Eddie Fisher, Noel Zancanell | Tedder                        | 4:13 |
| 7.  | „All This Time”       | Tedder, Kutzle                               | Tedder, Kutzle                | 4:03 |
| 8.  | „Fear”                | Tedder                                       | Tedder                        | 3:48 |
| 9.  | „Waking up”           | Tedder, Drew Brown                           | Tedder                        | 6:09 |
| 10. | „Marchin On”          | Tedder                                       | Tedder                        | 4:13 |
| 11. | „Lullaby”             | Tedder, Kutzle                               | Tedder, Kutzle, Prickett      | 4:38 |

Bonusy/Utwory alternatywne
| Lp. | Tytuł                           | Autorzy                                               | #    |
| --- | ------------------------------- | ----------------------------------------------------- | ---- |
| 7.  | „All This Time” (Final Version) | Tedder, Kutzle                                        | 3:36 |
| 12. | „Sleep”                         | Tedder, Brown, Zach Filkins, Tim Myers, Jerrod Bettis | 5:54 |
| 13. | „Shout” (cover Tears for Fears) | Roland Orzabal, Ian Stanley                           | 4:24 |

Wersja Deluxe
| Lp. | Tytuł               | Autor                  | Producent       | #    |
| --- | ------------------- | ---------------------- | --------------- | ---- |
| 14. | „Passenger”         | Tedder                 | Mikal Blue      | 4:00 |
| 15. | „It’s a Shame”      | Tedder                 | Charles Pollard | 4:51 |
| 16. | „Trap Door”         | Tedder, Myers          | Blue            | 3:54 |
| 17. | „Sucker Punch”      | Tedder, Myers, Filkins | Blue            | 4:26 |
| 18. | „Behind the Scenes” |                        |                 |      |
| 19. | „Video Footage”     |                        |                 |      |

## Pozycje na listach
Notowania tygodniowe
| Notowanie (2009/2011)             | Najwyższa pozycja |
| --------------------------------- | ----------------- |
| Austria (Austrian Albums Chart)   | 28                |
| Belgia (Ultratop Flandria)        | 87                |
| Belgia (Ultratop Walonia)         | 88                |
| Czechy (Czech Albums Chart)       | 43                |
| Grecja (Greek Albums Chart)       | 9                 |
| Francja (French Albums Chart)     | 58                |
| Holandia (Dutch Albums Chart)     | 88                |
| Irlandia (Irish Albums Chart)     | 29                |
| Niemcy (Media Control Charts)     | 19                |
| Polska (OLiS)                     | 32                |
| Szwajcaria (Swiss Albums Chart)   | 14                |
| USA (Alternative Albums)          | 3                 |
| USA (Billboard 200)               | 21                |
| USA (Digital Albums)              | 8                 |
| USA (Top Rock Albums)             | 7                 |
| Wielka Brytania (UK Albums Chart) | 29                |
| Włochy (Italian Albums Chart)     | 77                |
| Świat (Wold Albums Top 40)        | 37                |

Notowania końcoworoczne
| Notowanie (2010)                   | Pozycja |
| ---------------------------------- | ------- |
| Niemcy (Media Control Charts)      | 90      |
| USA (Billboard Alternative Albums) | 34      |
| USA (Billboard Digital Albums)     | 8       |
| USA (Billboard 200)                | 143     |
| USA (Billboard Rock Albums)        | 42      |

## Certyfikaty
| Kraj/region       | Wydawca      | Certyfikat      |
| ----------------- | ------------ | --------------- |
| Austria           | IFPI Austria | platynowa płyta |
| Dania             | IFPI Denmark | złota płyta     |
| Niemcy            | BVMI         | platynowa płyta |
| Stany Zjednoczone | RIAA         | złota płyta     |

## Personel
- Ryan Tedder – wokal, gitara rytmiczna, gitara akustyczna, fortepian, keyboard, tamburyn, djembe
- Zach Filkins – gitara, altówka, gitara akustyczna, wokal wspierający
- Drew Brown – gitara rytmiczna, gitara akustyczna, klawiatura, dzwonki, tamburyn, wokal wspierający
- Brent Kutzle – gitara basowa, wiolonczela, gitara akustyczna, keyboard, wokal wspierający
- Eddie Fisher – perkusja, instrumenty perkusyjne

## Historia wydań
| Kraj              | Data              | Format               | Wywórnia                |
| ----------------- | ----------------- | -------------------- | ----------------------- |
| Niemcy            | 13 listopada 2009 | CD, digital download | Interscope Universal    |
| Niemcy            | 20 listopada 2009 | CD                   | Interscope              |
| Węgry             | 16 listopada 2009 | CD                   | Universal Music Hungary |
| Hongkong          | 16 listopada 2009 | CD                   | Interscope              |
| Anglia            | 16 listopada 2009 | Digital download     | Polydor                 |
| Anglia            | 18 stycznia 2010  | CD                   | Interscope              |
| Australia         | 17 listopada 2009 | Digital download     | Interscope              |
| Stany Zjednoczone | 17 listopada 2009 | CD, digital download | Interscope              |
| Polska            | 22 stycznia 2010  | CD                   | Interscope              |
| Włochy            | 22 stycznia 2010  | CD, digital download | Interscope              |
| Brazylia          | 2 lutego 2010     | CD                   | Universal Music Brazil  |